# دگرگونی کلمه در موسیقی
دگرگونی کلمه در موسیقی (انگلیسی: The Transformation of the World into Music) فیلمی مستند از ورنر هرتسوک است که در سال ۱۹۹۴ منتشر شده‌است. فیلم به جشنواره بایروت می‌پردازد و تمرکزش روی موسیقی و اپراهای ریشارد واگنر است.